# Beaver (Oklahoma)
Beaver è un comune (town) degli Stati Uniti d'America, capoluogo della Contea di Beaver nell'Oklahoma. Secondo il Censimento del 2010 la città contava 1.515 abitanti.

## Storia
La città è situata sul fiume Beaver, e fu fondata come un avamposto per il commercio di pellicce nel 1879.